# Babybertè
Babyberté è un album della cantante italiana Loredana Bertè, pubblicato nel settembre 2005.

## Descrizione
Il disco è stato pubblicato su etichetta Nar International/Edel Music in due versioni: una singola, contenente un solo CD con trenta tracce, e una "deluxe", consistente nel CD con trenta tracce, un CD singolo con due brani e un DVD con alcuni videoclip di brani tratti dall'album, interpretati dall'attrice Asia Argento.
L'album rappresenta il ritorno della Bertè sulla scena musicale italiana dopo un silenzio durato molti anni: 
tra raccolte, singoli sparsi e compilation dal vivo, l'ultimo album di inediti di studio risale a otto anni prima. 
Il disco è stato interamente realizzato, prodotto, arrangiato dalla Bertè, e registrato con tecnica analogica.
Assieme alle tracce musicali, sono stati inseriti, tra un brano e l'altro, spezzoni vari, soprattutto messaggi della segreteria telefonica della Bertè, lasciati da alcuni personaggi noti, quali Asia Argento, Morgan, Renato Zero, Dori Ghezzi, Enzo Gragnaniello, Ron e Rosita Celentano.
L'album comprende anche l'EP del 2002, Dimmi che mi ami, ad eccezione della title track, che compare però, in versione demo e in versione strumentale nel CD singolo allegato all'edizione "deluxe".
L'album è stato pubblicato in due diverse edizioni con la stessa copertina ma con confezionato differente. 
La confezione della versione "deluxe" riprende quella tipica dei libri "parlanti" o "sagomati", per i bambini.
In base alle certificazioni pubblicate dalla FIMI (Federazione Industria Musica Italiana) l'album ottiene il disco d'oro (che nel 2005 veniva assegnato per il raggiungimento delle 40 000 copie) e vende nel complesso oltre 50 000 copie. 
Nella classifica annuale dei 100 album più venduti del 2005 si piazza al 74º posto.
Nel 2022 viene stampato per la prima volta in VINILE (doppio vinile Numerato, copertina apribile in tre colori nero, rosso, bianco).

## Tracce
1. Segreteria cane deficiente... Leone (Skit) – 0:24
2. Sola come un cane – 3:42 (Bertè, Leon)
3. Mess. Morgan... cappello salvo... (Skit) – 0:21
4. Mufida – 4:08 (Bertè, Leon)
5. Notti senza luna – 3:35 (Bertè, Leon)
6. Full Metal Jacket (Skit) – 0:26
7. Mercedes Benz – 4:58 (Bertè, Leon)
8. Mess. Asia... dall'America... Sei bellissima... (Skit) – 0:36
9. Io ballo sola – 5:06 (Bertè, Cavallo)
10. Segr. cane Dori Ghezzi cheffai abbai?!? (Skit) – 0:19
11. Joe – 3:33 (Bertè, Leon)
12. Documento Genova – Fazio... Serra etc. (Skit) – 0:43
13. Una storia sbagliata (Fazio) – 6:07 (De André/Bubola)
14. Mess. Dori Ghezzi (Skit) – 0:05
15. Mess. Rosita (Skit) – 0:27
16. I ragazzi italiani – 4:16 (Dalla, De Gregori, Cellamare)
17. Mess. Ron che ride (Skit) – 0:14
18. Mess. fans incazzati x disco + segreteria esaurita!! (Skit) – 0:40
19. Deliri a 45 giri (demo) – 2:39 (R. Zero, D. Riccardi)
20. Mess. Renato so' Giulio Cesare!!! (Skit) – 0:11
21. Al lupo – 4:13 (Bertè, Piccoli)
22. Mess. Gragnaniello rocckkissima!!! (Skit) – 0:14
23. Mess. Rosita ci sei??? (Skit) – 0:32
24. Non mi pento – 3:43 (Bertè, Leon)
25. Segr. cane... Renato pazzesco!?! (Skit) – 0:35
26. Strade di fuoco – 4:26 (Bertè, Fasolino, Cinelli)
27. Mess. Asia cerchietti... (Skit) – 1:06
28. Sto male – 4:58 (Bertè, Leon)
29. Mess. Renato... non sei tornata!!?! (Skit) – 0:25
30. Autostrada... Introdurre biglietto... Arrivederci!!! (Skit) – 0:18

CD bonus nell'edizione deluxe
1. Dimmi che mi ami (demo) – 4:04 (P.Leon, C.Tortora, D.Latino)
2. Dimmi che mi ami karaoke vrs (demo) – 4:12 (P.Leon, C.Tortora, D.Latino)

DVD bonus nell'edizione deluxe
1. Io ballo sola – 5:42 (Bertè, Cavallo)
2. Mercedes Benz – 4:59 (Bertè, Leon)
3. Notti senza luna – 4:13 (Bertè, Leon)

## Formazione
Io ballo sola, Notti senza luna, Mercedes Benz
Registrate: agosto 2000, Bach Studio, Milano
- Lele Melotti: batteria
- Paolo Costa: basso
- Nicolò Fragile: tastiera
- Giorgio Cocilovo: chitarra
- Loredana Bertè: arrangiamenti e produzione

Mufida
Registrata: dicembre 2003, Master Studio di Leopoldo Rossano, Macerata
- Loredana Bertè: arrangiamento e produzione

Sola come un cane, Joe, I ragazzi italiani, Al lupo, Non mi pento, Strade di fuoco e Sto male
Registrate: 11 luglio - 5 settembre 2004, Forum Musicvillage, Studio A, Roma
- Derek Wilson: batteria
- Massimo Camarca: basso
- Alfredo Matera: tastiera
- Giorgio Cocilovo: chitarra
- Daniela Loi, Cristiana Polegri: voce
- Loredana Bertè: arrangiamento e produzione; co-missaggi

Deliri a 45 giri
Registrata: «Studio Fonopoli» / Roma
Una storia sbagliata
Registrata dal vivo a Genova il 12 marzo 2000
- Mark Harris: tastiera
- Michele Ascolese: chitarra
- Pier Michelatti: basso
- Giorgio Cordini: chitarra
- Walter Calloni: batteria
- Maurizio Preti: percussioni
- Eros Cristiani: tastiera
- Lucio Fabbri: violino
- Mario Arcari: fiati

## Classifiche
| Classifica (2005) | Posizione massima |
| ----------------- | ----------------- |
| Italia            | 2                 |